# Pasquino
Pasquino er en antik romersk statue i Rom der på grund af traditionen med at hænge anonyme smædeskrifter på den har givet navn til disse skrifter, pasquinader eller paskviller.
Statuen står på et gadehjørne på Piazza Pasquino i Rom lige bag Piazza Navona og ligner nærmest en groft tilhugget marmorklump. Den stammer fra en hellenistisk gruppe fra det 3. århundrede f.Kr., og skal muligvis illustrere det sted i Homers Iliade, hvor Menelaos skærmer den dræbte Patroklos’ legeme.
Den har sandsynligvis været en del af en større gruppe af skulpturer, der i antikken prydede det nærliggende Domitians stadion.
I mange år har den tjent som trædesten i den mudrede middelaldergade, indtil den i 1501 blev rejst på hjørnet ved det tidligere Palazzo Orsini på initiativ af en kardinal Oliviero Carafo.
Statuen blev med tiden i folkemunde opkaldt efter meget åbenmundet og højråbende skomager, der hed Pasquino, og som boede i kvarteret tæt ved.
I pavetidens Rom var der ikke fuld skrivefrihed, og derfor begyndte Pasquino at skrive små satiriske kommentarer til aktuelle begivenheder og anbringe dem på denne gamle statue, så alle kunne læse dem. Andre romere begyndte at følge trop og hængte også deres fyndord og satiriske vers op på statuen. Det skete naturligvis om natten, for at de ikke skulle blive opdaget.
Trods myndighedernes vrede over denne "talende statue", der efterhånden blev om-døbt til Pasquino, blev den en del af den folkelige kultur helt op i 1800-tallet. Skrifterne der blev ophængt på statuen blev kaldt pasquinader, eller som de kom til at hedde i Danmark pasqviller.
Andre statuer rundt om i byen begyndte nemlig også "at tale" i samme satiriske stil, og Pasquino "talte" med de andre statuer, f.eks. med Marforio, en antik skulptur af en flodgud, der stod i Via di Campidoglio, men som i dag nyder det stille liv ved en fontæne i Capitolmuseets forgård. En anden af disse talende figurer er Il Babuino i Via del Babuino, og så er der Donna Lucrezia i det lille grønne anlæg mellem S. Marco og Victor Emanuelle-monumentet. Hun står med ryggen til S. Marco og har en rædselsfuld grotesk grimasse.
Stadig den dag i dag muntre man sig med at påklistre Pasquino-statuen forskellige sentenser og bemærkninger til aktuelle problemer.

## Eksempler på pasquinader
Borgiapaven Alexander VI (1492 – 1503) var en temmelig frimodig herre. Trods sit intime forhold til Donna Vanozza, tilkøbte han sig den smukke Giulia Farneses gunst for et kardinalembede, og efter sigende havde han ladet hende male som Jomfru Marie over sin sovekammerdør.
Det fik Marforio til at "skrive" følgende til Pasquino: "Ved du, at der er et billede af Jomfru Maria over kardinal Farneses kammerdør, som Alexander VI lod opsætte"?
Pasquino "svarede": "Ork ja, det er et billede af kardinalens søster, hende der var Alexanders konkubine, og ved dette ærlige middel blev hendes broder Alexander Farnese gjort til kardinal og siden til pave".
At pavedømmet fandt Pasquino direkte farlig, vidner en forordning fra pave Benedict XIII fra 1720'erne om: "Enhver, uden hensyn til rang og stilling, heri også medregnet præsteskabet, som forfatter, trykker, spreder etc. skrifter, som har karakter af pasquinate, vil – også i det tilfælde, at skriftets indhold stemmer overens med sandhed og virkelighed – blive dømt til døden, al hans ejendom blive konfiskeret og hans navn forbandes."
Denne praksis var imidlertid ikke af nyere dato, for allerede i december 1636 står der i en samtidig dagbog: "Den 1. december om natten blev Manzolini Bentivoglio halshugget i fængslet på Capitol på grund af en bog med pasquinader, der var fundet i hans besiddelse. Han ville intet tilstå, men blev overbevist af to vidner, der samme morgen blev hængt på Piazza Giudea. Manzolini Bentivoglios halshuggede legeme var hele dagen udstillet ved foden af Campidoglio, og det siges, at et af vidnerne, før han døde, havde udtalt, at de havde angivet ham med urette, og at han var uskyldig".